# Frederick Robert Tennant
Frederick Robert Tennant (Burslem, Staffordshire, 1 de septiembre de 1866 - Cambridge, Cambridgeshire, 9 de septiembre de 1957), más conocido como F. R. Tennant, fue un teólogo británico, filósofo de la religión y escritor, recordado como un defensor de la evolución teísta. Tennant reformuló el argumento del diseño a partir de la «calidad del proceso de evolución».

## Carrera
Tennant estudió matemáticas, física, biología y química en el  Caius College de Cambridge (1885-1889) antes de convertirse en teólogo. Después de escuchar las conferencias de Huxley en 1889, el interés de Tennant sobre la religión creció en la década de 1890, lo que lo llevó a prepararse para la ordenación en la Iglesia de Inglaterra.. Mientras  estaba ordenado, enseñó ciencias en la escuela secundaria Newcastle-under-Lyme (1891-1894), y se convirtió en profesor de teología y becario de Trinity College, Cambridge, en 1913.
Como teólogo anglicano, Tennant asimiló gran parte de las conferencias de Huxley que culminaron en la Conferencias Hulseana de 1901-1902 titulada Origin and Propagation of Sin  [Origen y propagación del pecado], donde integró las ideas evolutivas en una síntesis cristiana.
Uno de los objetivos de Tennant en sus escritos fue lograr una síntesis integradora de las doctrinas de la caída y del pecado original con las afirmaciones de Huxley sobre el conflicto entre el pensamiento darwiniano y el cristianismo.

## Evolución y propósito
Tennant creía que la existencia de un dios era necesaria para explicar la calidad intencional de la evolución. Tennant fue el primer teísta ampliamente conocido en presentar este argumento. En el volumen 2 de su libro  Philosophical Theology [Teología filosófica] dice:

La multitud de adaptaciones entrelazadas por las cuales el mundo se constituye en un teatro de la vida, la inteligencia y la moralidad, no puede considerarse razonablemente como un resultado de un mecanismo, o de un poder formativo ciego, o de una inteligencia nada más que intencional.
The multitude of interwoven adaptations by which the world is constituted a theatre of life, intelligence, and morality, cannot reasonably be regarded as an outcome of mechanism, or of blind formative power, or aught but purposive intelligence."

Fue un defensor de la evolución teísta. Tennant formuló un argumento del diseño a partir de la «calidad del proceso de evolución» (quality of the evolution process).

## Publicaciones
- The Nature of Belief [La naturaleza de la creencia], The Centenary Press (1918)
- Philosophical Theology, Vol. 1: The Soul & Its Faculties [Teología filosófica, vol. 1: El alma y sus facultades], Cambridge University Press (1968) (originalmente 1928)
- Philosophical Theology, Volume 2 The University Press, 1968 (originalmente 1930)
- The origin and propagation of sin;: being the Hulsean Lectures delivered before the University of Cambridge in 1901-1902 [El origen y la propagación del pecado: son las Conferencias Hulseanas impartidas antes de la Universidad de Cambridge en 1901-1902], Cornell University Library (1 de mayo de 2009) (originalmente 1908)
- Con Alan Tennant The Sources of the Doctrines of the Fall and Original Sin (2012) [Las fuentes de las doctrinas de la caída y el pecado original ], RareBooksClub.com ISBN 978-1152479906
- The Concept of Sin (2012) [El concepto del pecado], General Books LLC ISBN 978-1151101518